# Heteropoda minahassae
Heteropoda minahassae är en spindelart som beskrevs av Anna Maria Sibylla Merian 1911. Heteropoda minahassae ingår i släktet Heteropoda och familjen jättekrabbspindlar.
Artens utbredningsområde är Sulawesi. Inga underarter finns listade i Catalogue of Life.